# Coryphaspiza melanotis
Coryphaspiza melanotis là một loài chim trong họ Thraupidae.